# Dridu
Dridu község és falu Ialomița megyében, Munténiában, Romániában. A hozzá tartozó település: Dridu-Snagov.

## Fekvése
A megye nyugati részén található, a megyeszékhelytől, Sloboziatól, nyolcvanöt kilométerre nyugatra, a Ialomița folyó partján.

## Lakossága
| Nemzetiségek | 2002 | 2002   |
| ------------ | ---- | ------ |
| Románok      | 5165 | 99,88% |
| Romák        | 6    | 0,11%  |
| Összesen     | 5171 | 100,0% |